# Związek gmin Raumschaft Triberg
Związek gmin Raumschaft Triberg – związek gmin (niem. Gemeindeverwaltungsverband) w Niemczech, w kraju związkowym Badenia-Wirtembergia, w rejencji Fryburg, w regionie Schwarzwald-Baar-Heuberg, w powiecie Schwarzwald-Baar. Siedziba związku znajduje się w mieście Triberg im Schwarzwald, przewodniczącym jego jest Gallus Strobel.
Związek zrzesza jedno miasto i dwie gminy wiejskie:
- Schonach im Schwarzwald, 3 889 mieszkańców, 36,71 km²
- Schönwald im Schwarzwald, 2 389 mieszkańców, 27,81 km²
- Triberg im Schwarzwald, miasto, 4 790 mieszkańców, 33,32 km²